# Live in '88 Femme Fatale
『Live in '88 Femme Fatale』（ライブ・イン '88 ファム・ファタル）は、日本の歌手中森明菜のライブ・ビデオ。この映像作品は1993年8月25日にワーナーミュージック・ジャパンからリリースされた (VHS: WPVL-8160, LD: WPLL-8160)。

## 概要
『Live in '88 Femme Fatale』は、1988年に開催された中森の全国コンサート・ツアーFemme Fataleの1988年10月26日、中野サンプラザで行われたコンサートの模様を収録したライブ・ビデオである。この映像作品は、中森がワーナーミュージック・ジャパンを離籍した後の1993年8月25日に、VHS (WPVL-8160)とレーザーディスク (WPLL-8160)の2形態で同時発売された。また、ライブ・ビデオ『Live in '87 A HUNDRED days』と同時発売された。収録内容は、ツアータイトルと同名であるスタジオ・アルバム『Femme Fatale』や前作『Stock』からの楽曲をメインに、中盤の懐メロ・メドレーや、リッキー・ネルソンのカバー曲「HELLO MARY LOU」などを収めた。同カバー曲は、日本たばこ産業「MILD SEVEN FK」CMソングとして使用された。なお、このライブで披露したセットリストの全てを本作は収録していない。現在まで本作は複数再発売されている。

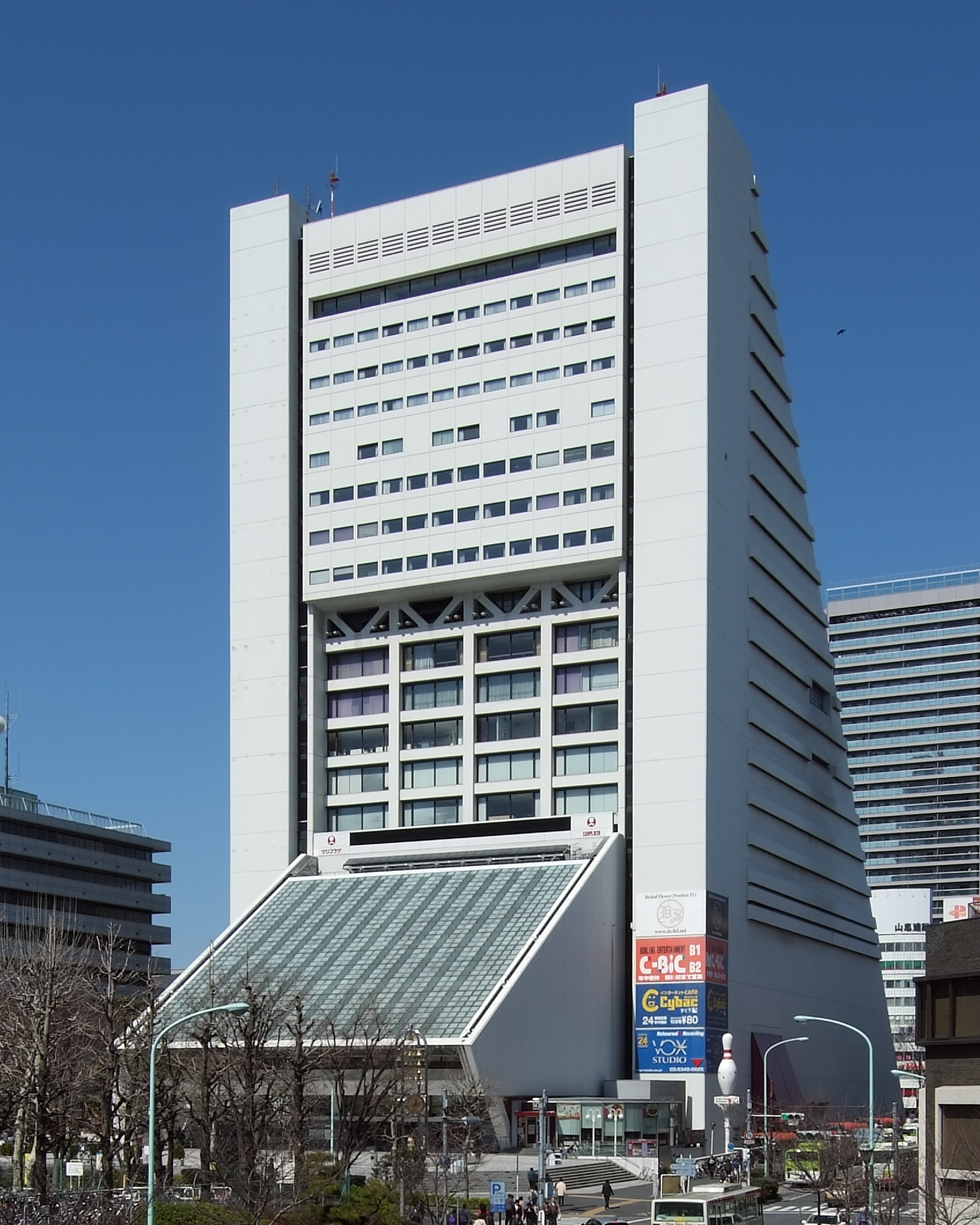
会場の中野サンプラザ（2009年3月撮影）

## 批評
CDジャーナルとHMVはともに『Live in '88 Femme Fatale』について、「バラエティー豊かなステージ」と評価し、CDジャーナルは、ライブ映像の中頃で懐メロをカバーしたメドレーについて「興味深い」と批評した。

## 収録曲
| #   | タイトル                                                                                        | 作詞                | 作曲                |
| --- | ----------------------------------------------------------------------------------------------- | ------------------- | ------------------- |
| 1.  | 「Opening」                                                                                     |                     |                     |
| 2.  | 「不思議」                                                                                      | 吉田美奈子          | 吉田美奈子          |
| 3.  | 「FAREWELL」                                                                                    | 許瑛子              | 佐藤健              |
| 4.  | 「まだ充分じゃない」                                                                            | 佐藤ありす          | 林哲司              |
| 5.  | 「FIRE STARTER」                                                                                | SANDII              | 久保田真箏          |
| 6.  | 「So Mad」                                                                                      | 冬杜花代子          | 関根安里            |
| 7.  | 「SING SING -Medley-」 - 「SING SING」 - 「リンゴの唄」 - 「ミネソタの卵売り」 - 「嵐を呼ぶ男」 |                     |                     |
| 8.  | 「東京ブギウギ」(笠置シヅ子のカバー曲)                                                          | 鈴木勝              | 服部良一            |
| 9.  | 「銀座カンカン娘」(高峰秀子のカバー曲)                                                          | 佐伯孝夫            | 服部良一            |
| 10. | 「ラストダンスは私に」(越路吹雪のカバー曲)                                                      | 岩谷時子            | DOC POMUS           |
| 11. | 「TATTOO」                                                                                      | 森由里子            | 関根安里            |
| 12. | 「1⁄2の神話」                                                                                   | 売野雅勇            | 大沢誉志幸          |
| 13. | 「スローモーション」                                                                            | 来生えつこ          | 来生たかお          |
| 14. | 「HELLO MARY LOU」(リッキー・ネルソンのカバー曲)                                                | GENE FRANCIS PITNEY | GENE FRANCIS PITNEY |

## リリース履歴
| 発売日        | レーベル                       | 規格 | 品番          | 備考                                             |
| ------------- | ------------------------------ | ---- | ------------- | ------------------------------------------------ |
| 1993年8月25日 | ワーナーミュージック・ジャパン | VHS  | WPVL-8160     |                                                  |
| 1993年8月25日 | ワーナーミュージック・ジャパン | LD   | WPVL-8160     |                                                  |
| 2001年5月23日 | ワーナーミュージック・ジャパン | DVD  | WPB6-90015    | [ 7 ]                                            |
| 2001年11月7日 | ワーナーミュージック・ジャパン | DVD  | WPB6-90105    | [ 10 ]                                           |
| 2004年11月3日 | ワーナーミュージック・ジャパン | DVD  | WPBL-90045    | [ 8 ]                                            |
| 2006年6月21日 | ワーナーミュージック・ジャパン | DVD  | WPBL-90068    | [ 11 ]                                           |
| 2007年1月24日 | ワーナーミュージック・ジャパン | DVD  | WPBL-90090〜4 | 『5.1オーディオ・リマスターDVDコレクション』より |
| 2014年6月18日 | ワーナーミュージック・ジャパン | BD   | WPXL-90078    | [ 13 ]                                           |

## 参照
1. 1 2 3  “Live in '88・Femme Fatale <5.1 version> | 中森明菜 | ワーナーミュージック・ジャパン - Warner Music Japan”.  ワーナーミュージック・ジャパン. 2011年7月10日閲覧。
2. ↑  「ぴいぷる 今週の赤まる急上昇中森明菜」『ザテレビジョン』第12巻第22号、角川書店、1993年6月4日、129頁。
3. 1 2  “中森明菜/ライヴ・イン’88〜ファム・ファタール [VIDEO他] - CDJournal.com”.   音楽出版社. 2011年12月27日閲覧。
4. 1 2  “中森明菜/ライヴ・イン’88〜ファム・ファタール [VIDEO他] - CDJournal.com”.   音楽出版社. 2012年8月5日閲覧。
5. ↑  “中森明菜/ライヴ・イン’87〜ア・ハンドレッド・デイズ [VIDEO他] - CDJournal.com”.   音楽出版社. 2011年12月27日閲覧。
6. ↑  “中森明菜/ライヴ・イン’87〜ア・ハンドレッド・デイズ [VIDEO他] - CDJournal.com”.   音楽出版社. 2012年8月5日閲覧。
7. 1 2  “中森明菜/Live in'88・Femme Fatale [DVD] - CDJournal.com”.   音楽出版社. 2012年8月5日閲覧。
8. 1 2  “中森明菜/Live in'88・Femme Fatale〈2005年1月31日までの期間限定出荷〉 [DVD] - CDJournal.com”.   音楽出版社. 2012年8月5日閲覧。
9. ↑  “Live In 88 Femme Fatale｜HMV ONLINE”.  ローソンHMVエンタテイメント. 2012年8月5日閲覧。
10. ↑  “「DVD発売日一覧」8月30日の更新情報”.  インプレス (2001年8月31日). 2012年8月5日時点のオリジナルよりアーカイブ。2012年8月5日閲覧。
11. ↑  “中森明菜/Live in'88・Femme Fatale 5.1version [DVD] - CDJournal.com”.   音楽出版社. 2012年8月5日閲覧。
12. ↑  “中森明菜/5.1オーディオ・リマスターDVDコレクション〈5枚組〉 [DVD] - CDJournal.com”.   音楽出版社. 2012年8月5日閲覧。
13. ↑  中森明菜 (2014年6月18日). “Live in '88 Femme Fatale <5.1Version>【Blu-ray Disc】”.   ワーナーミュージック・ジャパン. 2016年10月17日閲覧。